# Реформы Китченера
Реформы Китченера — широкомасштабные преобразования в армии Британской Индии, начавшиеся в 1903 году по инициативе нового главнокомандующего лорда Китченера. В результате проведённых изменений три армии бывших президентств (Бенгальская, Мадрасская и Бомбейская), Пенджабские пограничные войска, контингент Хайдарабада и прочие локальные соединения были сведены в единую Британскую Индийскую армию.
Принципы лежавшие в основе реформ утверждали следующее:
- главной задачей армии считалась защита северо-западной границы от иностранного вторжения;
- весь тренировочный процесс в армии подчинён цели защиты этой границы;
- организация армии мирного времени должна быть такой же как и в военное;
- поддержка порядка и безопасности внутри страны была второстепенной задачей армии, основная роль отводилась полиции.

## Исторический фон
После восстания сипаев три армии бывших президентств Ост-Индской компании перешли под прямой контроль британской короны. Они по-прежнему оставались отдельными боевыми единицами, у каждой армии был свой главнокомандующий. При этом общий оперативный контроль возлагался на командующего Бенгальской армией, одновременно исполнявшего обязанности главнокомандующего Восточными Индиями. С 1861 года большая часть офицерского корпуса состояла на штабной службе этих трёх армий. По окончании второй англо-афганской войны королевская комиссия рекомендовала упразднить армии президентств. Техническая, транспортная, снабженческая и финансовая службы к тому моменту уже были объединены.
Пенджабские пограничные войска были в подчинении лейтенант-губернатора Пенджаба вплоть до 1886 года, после чего перешли под контроль главнокомандующего Восточными Индиями. Контингент Хайдарабада и прочие локальные соединения находились под непосредственным контролем правительства. Оперативно-тактические формирования верхнего ранга — дивизии и бригады — были расформированы в 1889 году. Дивизионные штабы в мирное время отсутствовали и войска были рассеяны по всей территории Индийского субконтинента, их основной задачей являлось поддержание внутреннего порядка в стране.
В 1891 году штабная служба трёх армий президентств была объединена в общую Индийскую штабную службу. Спустя два года Мадрасская и Бомбейская армии упразднили должности своих главнокомандующих, а в 1895 году армии президентств прекратили своё существование и индийская армия была реструктуризована в четыре командования:
- Бенгальское
- Мадрасское (включая территорию Бирмы)
- Бомбейское (включая территории Синда, Кветты и Аденской колонии)
- Пенджабское (включая территорию северо-западной границы)

Каждое командование находилось под руководством своего лейтенант-губернатора, который, в свою очередь, подчинялся индийскому главнокомандующему.

## Реформы Китченера
28 ноября 1902 года Горацио Герберт Китченер был назначен главнокомандующим войсками в Британской Индии. На протяжении следующих семи лет службы на этом посту он провёл целый ряд реформ получивших его имя, заложивших основу новой армии и превративших её в эффективную и хорошо подготовленную военную силу.

### Места концентрации войск
Лорд Китченер заметил, что армия рассеяна по всей стране, группируясь на военных базах на бригадном или полковом уровне, и, в сущности, формируя собой гарнизоны крупных городов. В соответствии с проведенными изменениями, боевые части и соединения Британской Индийской армии должны были размещаться на севере субконтинента. Кроме того, по плану нового главнокомандующего, должны были появиться девять дивизий в составе двух корпусов, расквартированных на ключевых направлениях вдоль северо-западной границы:
- пять дивизий на линии Лакхнау — Пешавар — Хайберский проход
- четыре дивизии на линии Бомбей — Мхоу — Кветта

Однако, затраты по ликвидации около 34 военных баз и строительству новых в предложенных местах дислокации были признаны чрезмерными, и этот аспект плана Китченера должен был измениться.

### Постоянные соединения
В результате достигнутого в 1905 году компромисса было решено сократить число существовавших командований с четырёх до трёх, и на их основе создать 10 дивизий и четыре бригады (две дивизии из этого числа были подчинены непосредственно генеральному штабу армии):
- Северное командование
  - 1-я дивизия (Пешаварская)
  - 2-я дивизия (Равалпиндивская)
  - 3-я дивизия (Лахорская)
  - Кохатская бригада
  - Баннуская бригада
  - Дераджатская бригада

- Западное командование
  - 4-я дивизия (Кветтаская)
  - 5-я дивизия (Мхоуская)
  - 6-я дивизия (Пунаская)
  - Аденская бригада

- Восточное командование
  - 7-я дивизия (Мератхская)
  - 8-я дивизия (Лакхнауская)

- Генеральный штаб армии
  - 9-я дивизия (Секундерабадская)
  - Бирманская дивизия

Номерные дивизии были организованы таким образом, что в случае своей мобилизации могли быть развёрнуты в пехотную дивизию, кавалерийскую бригаду и тыловые части для охраны прифронтовой зоны. Постоянное дивизионное командование осуществлялось офицерами штаба под руководством командира дивизии, в звании генерал-майор.

### Перемещение полков на местах службы
Полковые батальоны не были постоянно привязаны к дивизиям или бригадам и спустя несколько лет после службы в одном соединении могли быть переведены на новое место службы, в другом регионе. Такие перестановки были нужны для того, чтобы предоставить всем подразделениям опыт пограничной службы, повысить боеспособность и предотвратить ощущение локализованности в стационарных полковых базах. Напротив, расположение дивизий оставалось постоянным и определялось в их названиях.

### Переименование полков
Хотя к моменту вступления Китченера в должность главнокомандующего армии президентств уже давно не существовали, индийские полки всё ещё использовали старые названия и нумерацию, зачастую похожие друг друга. Дабы подчеркнуть, что отныне существует лишь одна Индийская армия и все её подразделения обучены и укомплектованы по одному образцу, полки были переименованы в единой цифровой последовательности для кавалерии, артиллерии, линейной пехоты и гуркхских стрелков. В полковых обозначениях были исключены все отсылки и упоминания о бывших армиях президентств. С другой стороны, там, где было уместно, в название полка добавлялось дополнительное уточнение. Так, 2-й бенгальский уланский полк был переименован в 2-й уланский полк (конница Гарднера), в честь подполковника Уильяма Гарднера основавшего полк в 1809 году.
Новый порядок нумерации начинался с бенгальских полков, продолжался в пенджабских пограничных войсках, потом следовали полки Мадраса, контингент Хайдарабада и бомбейские полки. Везде, где возможно, характерная цифра в старом полковом номере переносилась в новый номер. Таким образом 1-й сикхский пехотный полк стал 51-м сикхским полком, 1-й мадрасский сапёрный полк превратился в 61-й сапёрный полк, а 1-й бомбейский гренадерский полк был переименован в 101-й гренадерский полк.
Гуркхские полки развивались с 1861 года в особой линейке стрелковых полков. После реформ Китченера, первые пять полков сохранили свою прежнюю нумерацию. Кроме того, к ним добавились бывшие 42-й, 43-й и 44-й гуркхские полки Бенгальской армии, ставшие теперь называться 6-й, 7-й и 8-й полки гуркхских стрелков. В свою очередь, номера 42, 43 и 44 были присвоены раджпутанским полкам, созданным из Деолийского и Эринпурского иррегулярных соединений, а также из мерварского батальона.
Батареи горной артиллерии к моменту реформ уже два года номеров в названиях не носили. После реформ 1903 года они были переименованы путём прибавления цифры 20 к оригинальному номеру батареи. Собственный королевский корпус разведчиков пенджабских пограничных войск, составленный из кавалерийских эскадронов и пехотных рот, получил новое название — Собственный королевский корпус разведчиков Люмсдена (в честь основателя Гарри Люмсдена), но остался без номера.
Новая полковая нумерация и названия были утверждены приказом по Индийской армии № 181 от 2 октября 1903 года.

### Генеральный штаб
В 1903 году была распущена Индийская штабная служба, а на её месте был создан Генеральный штаб. В чьи задачи входило: формировать общую военную политику, контролировать процесс обучения и подготовки кадров в мирное время, проводить операции в военное время, распределять войска для сохранения внутренней безопасности и развёртывания войск за пределами страны, планировать будущие военные операции, накапливать разведданные. Круг обязанностей, который разделили с британцами был представлен двумя должностями: генерал-адъютант, отвечавший за поддержку надлежащего уровня дисциплины и подготовки, и генерал-квартирмейстер, занимавшийся снабжением, вопросами расквартирования войск и связью.
Сформированный в 1906 году Общий отдел должен был осуществлять военную политику, организацию и развёртывание сил и средств, планы ведения войны, проводить мобилизацию, разведку и военные операции.
Главы штабных подразделений подчинялись начальнику индийского генерального штаба, чей пост занимал генерал-лейтенант.
До реформ Китченера высший командный состав Индийской армии обучался и повышал свою квалификацию в Великобритании, в штабном колледже в Камберли. Чтобы впредь избегать трудных и дорогостоящих поездок, в 1905 году был учреждён Индийский штабной колледж, с 1907 года расположенный в Кветте. Учебная программа была максимально приближена к аналогу в Камберли и преподавательский состав обоих заведений был взаимозаменяемый.

## Недостатки реформ
Из-за отсутствия промежуточных звеньев в порядке подчинённости на армейский генштаб возлагались некоторые дополнительные административные функции. Дивизионное командование отвечало не только за свои соединения, но и за внутреннюю безопасность и добровольческие отряды на месте дислокации. При мобилизации дивизионные штабы уезжали, не оставляя никого вместо себя для поддержки местной администрации. Работа вспомогательных служб была неудовлетворительной, войска определённые в полевую армию порой не могли уехать из мест размещения своих гарнизонов в районы новых мест службы. Эти недостатки характерно проявились во время Первой мировой войны и привели к дальнейшей реорганизации индийской армии.